# Pabedilan Kulon
Pabedilan Kulon is een bestuurslaag in het regentschap Cirebon van de provincie West-Java, Indonesië. Pabedilan Kulon telt 3785 inwoners (volkstelling 2010).